# Nikita Koldunov
Nikita Olegovich Koldunov (tiếng Nga: Никита Олегович Колдунов; sinh ngày 19 tháng 4 năm 2000) là một cầu thủ bóng đá chuyên nghiệp người Nga, hiện đang thi đấu cho câu lạc bộ PFC Sochi.

## Sự nghiệp
Koldunov là sản phẩm của học viện FC Zenit Saint Petersburg và lần đầu tiên được đôn lên đội một vào mùa giải 2016–17. Trong 3 mùa giải tiếp theo, anh thi đấu cho đội U-20 của Zenit, mà không có bất kỳ lần ra sân nào cho đội một.
Vào mùa hè năm 2019, Koldunov là một trong 10 cầu thủ được chuyển từ Zenit sang đội bóng tân binh giải bóng đá Ngoại hạng Nga PFC Sochi.
Anh lần đầu ra sân tại giải Ngoại hạng Nga cho Sochi vào ngày 8 tháng 12 năm 2019 trong trận đấu với Rubin Kazan khi vào sân thay cho Nikita Burmistrov ở phút thứ 62.